# Abner dos Santos
Abner dos Santos, được biết đến với cái tên Abner Martins Dos Santos Pinto (sinh ngày 8 tháng 4 năm 1990) là một cầu thủ bóng đá người Brazil.